# Jonny Milner
Pour les articles homonymes, voir Milner.
Jonny Milner, né le 8 janvier 1969, est un pilote automobile britannique de rallyes.

## Biographie
Il commence la compétition automobile internationale en 1989 au RAC Rally sur Peugeot 205 GTI (son meilleur résultat dans son rallye national est une 11e place au classement général en 1999, sur Toyota Corolla WRC).
Il quitte le championnat national BRC à la fin de l'année 2006, et consacre une saison pleine en 2010 au  British ANCRO MSA Gravel, le championnat anglais des rallyes Terre, qu'il remporte pour son unique participation. Son activité régulière cesse à la fin de cette année, la quarantaine passée.le pd

## Palmarès (au 31/12/2010)

### Titres
- Double Champion d'Angleterre des rallyes (BRC): 2002 et 2003 (sur Toyota Corolla WRC, copilote Nicky Beech);
- Champion  d'Angleterre des rallyes Terre (ANCRO MSA): 2010 (sur Toyota Corolla WRC, copilote Ian Windress);
  - 3e du championnat d'Angleterre des rallyes, en 2006;
  - 4e de la coupe FIA des pilotes de voitures de Production, en 1994;

### Victoire en P-WRC
- Rallye de Grande-Bretagne: 1994, sur Ford Escort RS Cosworth;

### 8 victoires en BRC
- Rallye du Pays de Galles: 2002 et 2004;
- Rallye d'Écosse: 2002, 2003 et 2004;
- Rallye du Yorkshire: 2002;
- Rallye de l'île de Man: 2003 et 2004;

### 2 victoires en championnat d'Angleterre Terre
- Tour de Cumbria: 2010;
- Rallye de la vallée de Severn: 2010.